# Вимерли - Кларк - Зрл (Новара)
Вимерли - Кларк - Зрл је насеље у Италији у округу Новара, региону Пијемонт.
Према процени из 2011. у насељу је живело 51 становника. Насеље се налази на надморској висини од 257 м.